# Bhasarwadźńa
Bhasarwadźńa (sanskr. Bhāsarvadźńa)(ok. 860-920) - filozof indyjski. Znaczący reprezentant nurtu njaja powiązany z Kaszmirem. Określany był jako paśupataćarjanga (wąż i mistrz paśupatów).
Autor dzieł
:
- Njajasara
- Njajabhuszana